# Lod (vægtenhed)
 For alternative betydninger, se Lod. (Se også artikler, som begynder med Lod)
Et lod er en gammel vægtenhed brugt i Danmark og andre europæiske lande fra middelalderen og frem til begyndelsen af 1900-tallet. Værdien varierede fra land til land, siden et lod var afledt af det lokale pund, men værdien i metriske enheder lå oftest mellem 10 og 50 gram. Dette var som regel 1⁄30 eller 1⁄32 af pundet.
Det gamle danske pund, skålpundet, var inddelt i 32 lod, og et dansk lod svarede til 15,5 gram. I den engelsktalende verden defineres loddet også som 1⁄32 pund (hvilket er 1⁄2 unse), men da det internationale pund som bruges i den engelsktalende verden er mindre end skålpundet, er det amerikansk-britiske lod også en anelse mindre, cirka 14,2 gram.